# Моцарела
Моцарèла (на италиански: mozzarella) е млечен продукт от типа pasta filata (приготвен посредством изтегляне на сиренова маса) с произход от Южна Италия и произвеждан от векове и в Централна Италия. През 21 век производството му е широко разпространено в цяла Италия и в различни страни по света. Приготвя се с биволско или краве мляко. 
С изнесени 100 000 тона моцарелата е третото най-ценено италианско сирене в чужбина след Грана Падано и Пармиджано Реджано.

## Етимология
Моцарелата дължи името си на операцията на mozzatura („отрязване“), извършвана за отделяне на отделните парчета от тестото по време на изработката, както свидетелства и старото ѝ име „моцарела“.
В Италия по закон се приемат следните наименования:
- „Биволска моцарела от Кампания“ (на итал. Mozzarella di bufala campana): обозначава моцарела от биволско мляко със защитено наименование за произход. До 1996 г. тя е единствената в Италия, която може да се нарече просто „моцарела“.
- „Моцарела [наименование на марката] от биволско мляко“: обозначава моцарела от биволско мляко, която няма защитено наименование за произход.
- „Моцарела“ (без допълнителна спецификация) или „моцарела от краве мляко“ или фиор ди лате (fior di latte): обозначава моцарела от краве мляко.

Наименованията „Моцарела от бивол“ (Mozzarella di bufala) и „Биволска моцарела“ (Mozzarella bufalina) не са разрешени от закона.

## История
Произходът на моцарелата се губи във времето и авторите не са съгласни за времето, когато е изобретен този млечен продукт. Със сигурност той има дълга история. Моцарелата, поради необходимостта да се консумира много прясна, до появата на железниците се произвежда в малки количества и се консумира изключително в близост до местата на производство. В средновековните книги с рецепти сред най-цитираните млечни продукти са сиренето проватура, по-лесно за консервиране от моцарелата и следователно по-лесно продаваемо.
Първото историческо свидетелство за млечното призвание на Южна Италия идва от Плиний Стари, който в своята „Естествена история“ споменава „най-похвалното сирене от Кампо Чедичидио“ (laudatissimum caseum del Campo Cedicidio), чиято територия днес може да се идентифицира с Пиана дей Мацони, простираща се между Мондрагоне, Кастел Волтурно и други райони на Волтурно; във всеки случай става въпрос за сирена, направени от краве мляко.
Това същото призвание впоследствие е потвърдено в документ, съхраняван в Епископския архив на Капуа и датиращ от 12 век, в който за първи път се появява терминът mozza във връзка с обичая на монасите от манастира Св. Лаврентий (Лоренцо) в Капуа да освежават поклонниците с хляб и моца или проватура (вид сирене).
На прага на Ренесанса, през 15 век в Марке производството и употребата на моцарела е много разпространено, както научаваме от документ от 1496 г., който я споменава сред храните, които обикновено се срещат на трапезите на благородниците от Анкона. Важен писмен документ от 1570 г. свидетелства за използването на моцарела и в Рим, на папската трапеза: придворният готвач Бартоломео Скапи я споменава, и то за първи път с термина, който все още се използва днес, в списъка на обичайно сервираните сирена. С неговата Opera моцарелата се появява за първи път в книга с рецепти.
През 17 век Джан Батиста Криши в Lucerna de Corteggiani илюстрира особените гастрономически качества на моцарелата.
В началото на 20 век употребата на моцарела вече е толкова широко разпространена, че в Централна Италия тя се произвежда и в малки градски мандри и след това се доставя от врата до врата заедно с прясното мляко.

## Видове и форми
Освен само от биволско или от краве мляко този млечен продукт може да бъде получен и от смесено мляко: в този случай производителите са длъжни да посочат различните проценти биволско и краве мляко, съдържащи се в съответствие със закона, които изисква етикетът само общото име „моцарела“, последвано от списъка на съставките.
Други видове моцарела са тези само от овче мляко или от козе мляко: вариантът с овче мляко традиционно се приготвя в определени райони на Италия, докато този с козе мляко е от по-скоро.
Съществува и вариант за пица, който е признат от правна норма; тя има същите характеристики като трапезната моцарела, но трябва да съдържа по-малко вода и мазнини: 15 – 20% спрямо 20 – 25% при трапезната. Това е така, понеже трапезната моцарела има склонност да мокри прекомерно пицата поради по-голямото количество вода, докато прекомерното количество мазнина я омазнява.
Моцарелата се произвежда в типичните кръгли и сфероидни форми, повече или по-малко сплескани, в различни размери, т.е. от залък от 80 – 100 грама до форми от половин килограм и повече: някои парчета биволско мляко достигат 5 килограма; други форми са плетената, а отскоро и ролката; съществува и в пушена версия. С размер a ciliegina се произвежда само индустриално. В регион Молизе (по-специално в Бояно) и в регион Пулия тя се произвежда и в тамошната традиционна форма на манерка.

### Биволска моцарела
Производството на биволска моцарела е защитено от марката DOP (Защитено наименование за произход) в Кампания (в Провинция Казерта, особено в Тера ди Лаворо, и в Провинция Салерно, особено в Пиана дел Селе и в Агро Ночерино Сарнезе), в южната част на регион Лацио (провинциите Латина, Фрозиноне и Рим ), в регион Пулия (провинция Фоджа) и в регион Молизе (в град Венафро). За производството се използва само биволско мляко от Италиански средиземноморски бивол, отглеждан в района, и с определена процедура за преработка.
Освен в гореспоменатите райони биволската моцарела се преработва на почти цялата италианска територия, дори извън зоната на производство на DOP; фермите за биволи непрекъснато се увеличават навсякъде.
Биволската моцарела се приготвя в много страни, където почти винаги работят или са започнали дейността си италиански предприемачи или животновъди: Швейцария, САЩ, Австралия, Колумбия, Тайланд, Египет, Индия, Южна Африка и др.
Всички производители използват местно биволско мляко. Някои водещи учени смятат, че Италия и България имат най-добрите млечни биволи.
Осигурява 288 kcal на 100 грама. Холестеролът се съдържа в минимални количестваː 56 mg на всеки 100 грама. Процентният състав е както следва: вода 55,5%, протеини 16,7%, въглехидрати 0,7%, наситени мазнини 24,4%, Микроелементи (на 100 g): калций 210 mg, фосфор 195 mg.

### Крава моцарела
Кравата моцарела се нарича още Фиор ди лате и в Италия се произвежда от пастьоризирано и непастьоризирано краве мляко главно в регионите Абруцо, Базиликата, Калабрия, Кампания, южната част на Лацио, Марке, Молизе, Пулия и в района на Рагуза в регион Сицилия.
Производството ѝ е защитено с деноминацията STG (Храна с традиционно специфичен характер) от 1996 г.
Тя е малко по-малко калорична от биволската и осигурява 253 kcal на 100 грама. Съдържа холестерол в минимални количестваː 46 mg на всеки 100 грама. Процентният състав е както следва: вода 58,8%, протеини 18,7%, въглехидрати 0,7%, наситени мазниниː 19,5%, Микроелементи (на 100 грама): калций 350 mg, фосфор 350 mg (43% от препоръчителната дневна доза), натрий 200 mg, калий 145 mg, магнезий 10 mg, цинк 2,6 mg, селен 2,5 mg.

### Овча моцарела
Овчата моцарела, наречена понякога „моцарелапекорèла“ (mozzarellapecorella), е традиционна за регионите Сардиния, Абруцо и Лацио, където я наричат още „мòцапекора“ (mozzapecora). Преработва се с добавка на агнешно сирище.

### Козя моцарела
Козята моцарела е от скорошен произход и производителите все още са малко; сред причините за това ново производство е необходимостта да се предложи вид моцарела на тези, които не усвояват кравето мляко, защото козето мляко е по-усвоимо.

### Нодино
Това са малки парченца моцарела на възли. Правят се с парчета разтеглена сиренова маса, заплетена на възел на ръка. Парчетата от този вид моцарела имат по-жилаво, но в същото време и по-еластично тесто.

## Приготвяне
Както и при други разтеглени сирена при производството на моцарела се използва значително нагряване. След като изварата е извлечена, част от суроватката се загрява до 50°C и се изсипва върху изварата. Тази операция се повтаря след 15 мин. при температура 60°C, след което се оставя да почине, за да се подкисели. След това изварата се „тегли“, т.е се нарязва на дълги и тънки филии, които се поставят във вода при 90°С. След това се пристъпва към работа на ръка, за да се получат желаните форми. Майсторът меси сиренето, подобно на месенето на тесто за хляб. Цветът на сиренето е порцеланово-бял, вътрешността е еластична и пастообразна. Има изтънчен млечно-сладък вкус. За производството на килограм моцарела са необходими десет литра мляко.
Моцарелата не може да бъде съхранявана дълго време, затова се продава като бели топки, потопени в саламура. Най-вкусна е giornata (еднодневна), но тя може да бъде намерена само в Италия.

## Кулинарна употреба
Моцарелата се консумира основно натурално; понякога се придружава от прошуто крудо, друг път се подправя със зехтин или се използва в салати: типичен пример е Салата Капрезе с домати, риган, босилек и струйка двойно пресован зехтин.
Тя също така се използва за пици (тя е традиционна и основна съставка на автентичните Неаполитански пици), калцони, панцероти, креша (вид фокача) и в много други традиционни рецепти като Патладжани с пармезан (Melanzane alla parmigiana) и Моцарела в карета (Mozzarella in carrozza), или дори в иновативни рецепти като панирана и пържена моцарела.
За производството на традиционната Неаполитанска пица STG (Храна с традиционно специфичен характер), съгласно нормите е необходимо да се използват единствено Моцарела STG или Фиор ди лате от Южните Апенини – за Неаполитанската пица „Маргерита“ STG, или пък нарязана на ивици Биволска моцарела от Кампания DOP (Защитено наименование за произход) – за Неаполитанската пица „Маргерита Екстра“ STG.
- Пица „Маргерита“
- Моцарела в карета
- Салата „Капрезе“
- Домашно приготвено Калцоне
- Патладжани с пармезан